# 黃夏蕙
黃夏蕙（英語：Lana Wong Wai Lin，1930年11月11日—），原名黃蕙蓮，人稱夏蕙姨，香港女演員，二戰後曾在粵劇及粵語片演出，後來息影。但自從鄧家爭產事件發生後，作為同樣出身於粵劇界的「祥嫂」洪金梅的好友，黃夏蕙再度活躍於大眾面前，此後參與過數齣電影，又在電視劇客串和提供意見。仙杜拉為其正式上契之契妹，歌手楊峰則為其契仔。

## 背景

### 早年生活
黃夏蕙早年香港島灣仔區駱克道213號的住宅出生和成長，有幾名胞妹，父親經營蒸酒舖（1945年往後）。她畢業於羅富國師範專科學校附屬小學（1950年復校後仍是羅富國師範專科學校附屬小學，1954年改稱李陞小學）和庇理羅士女子中學（中一至中六）。求學階段不喜歡讀書，另一方面自小學至中學都是運動健兒，精於跳遠、跳高、籃球等項目。中學時期已做特約演員。
1945年香港重光前，黃夏蕙隨家人逃難至廣州。當時，她在廣州荔灣區沙面就學，入讀由沙面堂開辦的基督教小學，1945年回港後發現駱克道住所被炸毀。同年開始在羅富國師範專科學校附屬小學繼續學業。於庇理羅士女子中學畢業後，參選工展會小姐而沒有投身社會工作。直至1955年開始踏足娛樂圈，多以演繹配角為主。其首部參演的電影是1956年由左几（黃左基）執導的《火》。不久考入中聯影業公司，最終因與胡百全拍拖而退出。

### 個人發展
及後，她在1960至1990年代以名媛身份夥拍粵劇界人士如司徒關佩英，出演粵劇響應救童助學運動。同期參與其他慈善籌款活動。帶領過粵劇團如雛鳳鳴劇團到美國、加拿大等地演出，自己於1968年成立了業餘粵劇社團「蕙寶音樂社」。1970年代起演出電視劇，作影視雙線發展。1997年，亞洲電視邀請她參觀劇集《97變色龍》的製作過程。期間於拍攝中期向扮演「黃尚蕙」一角（劇中影射她的角色）的演員譚少英交流心得及對故事發展提供意見。現時，黃間中會參演一些幕前作品。近年的粵劇演出亦以慈善演出為主。而其他的商業活動中可見其身影，如於2014年9月，她與藝人盧海鵬、羅蘭合作為海洋公園「十月全城哈囉喂」代言。2019年4月化身美人魚拍攝保護海洋宣傳影片，反對政府推行明日大嶼願景填海工程，呼籲守護香港海洋。

### 其他資料
黃夏蕙有見昔日好友司徒關佩英、鄧碧雲、鳳凰女和新馬師曾伉儷相繼離世，於是每年在農曆新年前到黃大仙廟與人爭上「頭炷香」，以延續與五人曾經一起上香的活動回憶。有關情況間中會被香港電視台拍攝到。此外，她於2006年初，與其夫潘炳烈一同捲入一宗金沙騙案中，其後證實與案件無關。同年，其家中的菲律賓女傭，偷取黃夏蕙超過20萬元的名貴珠寶。

## 個人生活

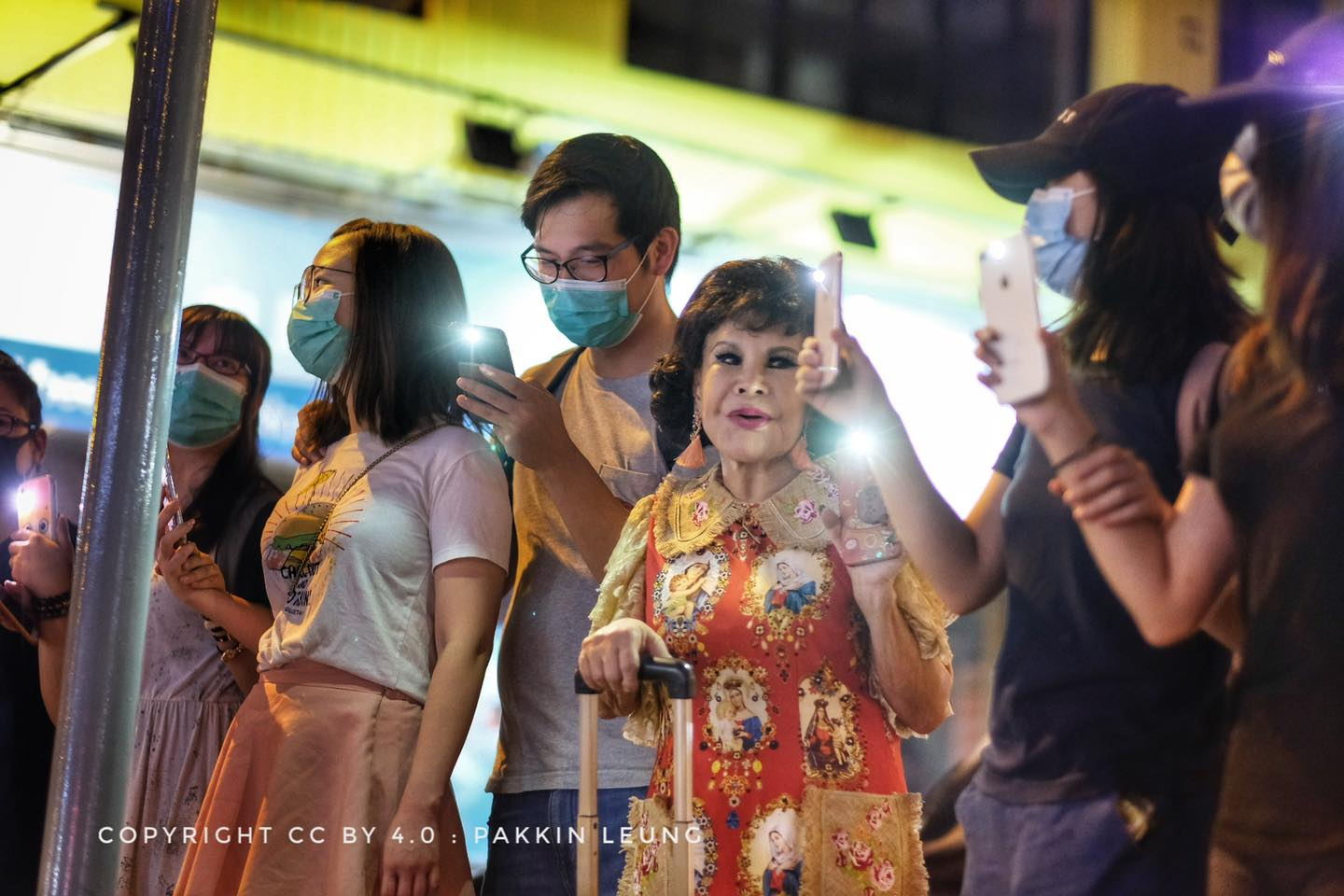
2019年8月23日，黃夏蕙聯同其他市民在灣仔築起人鏈，表達對逃犯條例修訂及政府做法的不滿。

黃夏蕙初入影圈時期曾被傳和當時粵語片演員林蛟拍拖。拍畢《火》便透過紅綫女介紹結識已婚名門律師胡百全。未幾被對方追求展開情侶關係，並因而放棄幕前電影事業，定居跑馬地山村道和麥當勞道超過四年。且為他誕下四子二女；私生子女全部冠胡姓，胡百全留了一份基金支付他們的生活費用。其中長女胡蓮娜現時是九龍巴士和載通國際的公司秘書、九龍巴士和龍運巴士代行董事兼公司秘書和載通國際的公司秘書。黃夏蕙後來在1983年與賽車手潘炳烈結婚。另外，由於多年的舞台生活，使她只懂得舞台化粧而不懂得日常生活的裝扮，以致外貌看起來誇張異相，因此令人懷疑她是為了掩飾整容痕跡。亦令其成為香港傳媒及網上社群惡搞的其中一個對象，例如香港一本光碟月刊《POP》（已停刊）曾用「黃下胃」作為月刊內虛擬建築物的設計師的名字。
除此之外，黃夏蕙被指喜歡標奇立異，以博取見報機會。其言行多番成為他人談論的話題。因為經常出席名人喪禮而有「殯儀之星」的稱號。黃夏蕙是新馬師曾和洪金梅（祥嫂）的好友，在鄧家爭產事件中力撐祥嫂，因此帶來「娛樂圈攝石人」的稱號。2014年7月，黃更花費百萬，為自己舉行生前喪禮。翌年4月，黃夏蕙以素顏嚇走入屋爆竊賊人一事獲日本富士電視台節目《世界HOTジャーナル》採訪。
而黃關注社會時事的同時，會參與一些社會運動，例如在D&G禁止香港人攝影風波中支持反名店霸權、葵青貨櫃碼頭工潮中支持碼頭工人等。也會在社交網站樂於與網民互動，所以被網民稱她為「女神」和「夏蕙BB」。她曾經準備出戰2019年11月的區議會選舉。目前成立了「夏蕙慈善基金」以實踐其慈善事業。

## 作品列表
*以下列表只記錄黃夏蕙演出過的幕前作品，若有遺漏，請協助補充相關資料。

### 電影
- 1955年：《川島芳子》 飾 啞婢雪梅
- 1956年：《火》 飾 謝質君
- 1976年：《下流社會》
- 1979年：《手扣》
- 1980年：《怨婦‧狂娃‧瘋殺手》
- 1980年：《爛命一條》
- 1981年：《孽種》
- 1982年：《枯良枯》
- 1984年：《反碗底》
- 1984年：《艷鬼發狂》
- 1985年：《歡場》
- 1997年：《迷失樂園》
- 1997年：《完全失控》
- 1998年：《夜半無人屍語時》
- 1998年：《行運秘笈》
- 1999年：《愛情遊戲系列之蕩女痴男》
- 2000年：《瘋狂功夫大踢爆》 飾 苗妻
- 2013年：《奇幻夜》之〈黑傘〉 飾 紅衣老婦
- 2015年：《色模》
- 2015年：《男極探射燈》
- 2016年：《江湖悲劇》 飾 出軌情人

### 電視劇
- 1977年：《機場七七》（佳藝電視）
- 1978年：《奇女子》 飾 文夫人（麗的電視）
- 2006年：《愛・花火之危險處境》 飾 鳳姐（香港電台）
- 2017年：《溏心風暴3》 飾 夏蕙姨（無綫電視）
- 2018年：《運輸背後 一路平安》 飾 燒衣紙女士（香港電台）
- 2021年：《愛·回家之開心速遞》 飾 夏蕙BB（無綫電視）

## 節目嘉賓
- 1997年：公益開心果（無綫電視）
- 1998年-2000年：週日青春派（無綫電視）
- 2014年：今日VIP（無綫電視）
- 2014年：視點31（香港電台）
- 2017年：精裝送禮仔（ViuTV）
- 2017年：晚吹總有一件喺左近（ViuTV）
- 2017年：五夜講場講女時間-遲暮之性（香港電台）[35]
- 2018年：今晚見（亞洲電視數碼媒體）
- 2018年：使乜驚 大兩Gen（奇妙電視）
- 2018年：菲你莫屬（澳廣視）
- 2020年：ERROR自救TV（ViuTV）
- 2021年：#後生仔傾吓偈（無綫電視J2）
- 2021年：晚吹總有一瓣喺左近（ViuTV）
- 2021年：AH佛真·惜玩（ViuTV）

## 著作
- 2014年：《夏蕙回憶錄》（白卷出版社）

## 廣告
- 2021年：皇室信貸

## 外部連結
- 黃夏蕙的Facebook專頁